# Gedongan (Colomadu)
Gedongan is een bestuurslaag in het regentschap Karanganyar van de provincie Midden-Java, Indonesië. Gedongan telt 8432 inwoners (volkstelling 2010).